# Albert Kägi
Albert Kägi (* 22. Dezember 1912; † unbekannt) war ein Schweizer Radrennfahrer und nationaler Meister im Radsport.

## Sportliche Laufbahn
Kägi war im Bahnradsport aktiv. Er war Teilnehmer der Olympischen Sommerspiele 1936 in Berlin. In der Mannschaftsverfolgung wurde das Team der Schweiz mit Walter Richli, Werner Wägelin, Ernst Fuhrimann und Albert Kägi auf dem 6. Rang klassiert.
1935 siegte er in der nationalen Meisterschaft in der Einerverfolgung der Amateure. 1936 gewann er den Titel erneut. 1935 gewann er mit seinem Verein die Meisterschaft in der Mannschaftsverfolgung. Er startete für den «Radfahrer-Verein Zürich».